# Isabel Díaz Ayuso
Isabel Natividad Díaz Ayuso (ur. 17 października 1978 w Madrycie) – hiszpańska polityk, od 2019 prezydent Wspólnoty Madrytu.

## Życiorys
Absolwentka dziennikarstwa na Uniwersytecie Complutense w Madrycie, uzyskała też magisterium z zakresu komunikacji politycznej. Pracowała jako specjalistka do spraw komunikacji. Dołączyła do Partii Ludowej, współpracowała z Esperanzą Aguirre i Cristiną Cifuentes. W 2011 zasiadła w Zgromadzeniu Madryckim, uzyskiwała reelekcję w wyborach w 2015, 2019, 2021 i 2023.
W latach 2017–2018 pełniła funkcję wiceministra w rządzie regionalnym. Później została sekretarzem Partii Ludowej do spraw komunikacji, gdy na czele ugrupowania stanął Pablo Casado Blanco. W sierpniu 2019 wybrana na urząd prezydenta Wspólnoty Madrytu; poparli ją posłowie PP, Obywateli i partii Vox. W skład jej rządu weszli przedstawiciele ludowców i Obywateli. W 2021 doszło do rozpadu koalicji, a następnie do przedterminowych wyborów regionalnych, wygranych zdecydowanie przez PP. W czerwcu tegoż roku Isabel Díaz Ayuso po raz drugi została powołana na prezydenta Wspólnoty Madrytu. Pozostała na tym stanowisku także po kolejnych wyborach z 2023.